# Adon Olam

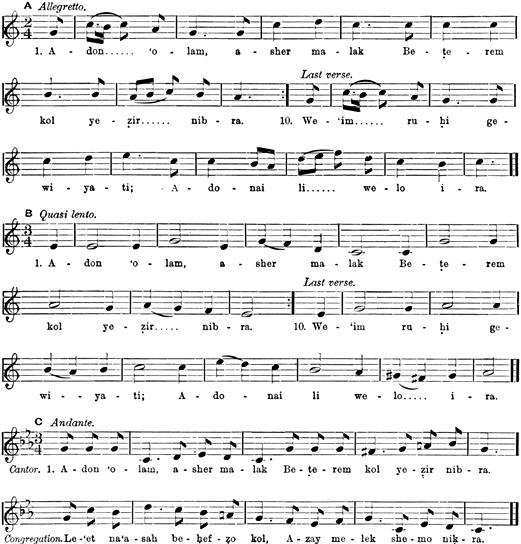
Melodie en transliteratie

Het Adon Olam (Hebreeuws: אֲדוֹן עוֹלָם, "Eeuwige Heer" of "Koning van het Universum") is een veelgebruikt joods gebed dat in sommige synagoges aan de sluiting van het sjabbat-ochtendgebed gezongen wordt. In Nederland wordt het iedere ochtend aan het begin van het ochtendgebed gezegd. Bovenal is het een van de inleidende gebeden van de dagelijkse ochtenddienst.
Dit gebed heeft vele muzikale versies maar het origineel heeft waarschijnlijk zijn oorsprong in Spanje omdat dit gebed vooral onder de Sefardische joden bekend was.
Een bekende melodie voor dit lied werd gecomponeerd door Uzi Hitman (1952-2004) voor het chassidische muziekfestival van 1976. Onder de uitvoerders van die versie bevinden zich, behalve de componist, de Gevatron, Yehoram Gaon, Ronit Ofir en Shlomo Gronich, de laatste ook met het Sheba-koor.

## Fonetisch
Adon olam asjér malach Betérem kol jetsir niwra
Leët naäsa becheftso kol Azai melech sjemo nikra
Weacharee kichlot hakol Lewado jimloch nora
Wahoe haja, wehoe hoveh Wehoe jihejeh betifara
Wehoe echad we-en sjeni lehamsjil lo lehachbira
Beli resjit, beli tachlit Welo haoz wehamisra
Wehoe èli wechai goali Wetsoer chewli beët tsara
Wehoe nisi oemanos li Menat kosi bejom ekra
Bejado afkid roechi beët isjan wèaira
Weìm roechi gewiati Adonai li welo ira.

## Vertaling
De Heer der wereld, die Koning was
voor enig schepsel was geschapen
toen door zijn wil alles ontstond,
toen reeds heette Hij Koning.
Als alles zal ophouden te bestaan,
zal Hij toch in eenzaamheid
de Ontzagwekkende Koning blijven.
Hij was, Hij is, en Hij zal zijn in luister.
Hij is een, er is geen tweede
die aan Hem gelijk is.
Hij is zonder begin en zonder einde,
Aan Hem is de macht en de heerschappij.
Hij is mijn God, waarlijk mijn Redder,
Een rots bij verdriet in moeilijke tijden.
Hij wijst mij de weg, Hij is mijn schuilplaats,
Hij troost mij, als ik Hem roep.
Aan Zijn hand vertrouw ik mijn ziel toe
Als ik ga slapen, en als ik ontwaak;
en met mijn ziel mijn lichaam ook.
Mijn God is bij mij, ik heb geen vrees.